# Anog Ite
 (janvier 2021).
Anog Ite, Anukite, Anúŋg Ité, Anoġ-Ite, ou Anuk Ite, (la femme à double visage en français) est un personnage de la mythologie et de la cosmogonie Lakotas.

## Légende
Anog Ite est d'abord nommé « Ite ». Elle est la femme de Tate, l'esprit du vent. Ite donne naissance à des quadruplets, les quatre vents, puis tombe enceinte de nouveau. Elle est alors dupée par Iktomi, l'homme-araignée et escroc, pour tenter de séduire Wi, le Soleil, mais échoue lorsque Skan, le ciel, dit à Wi qu'il a oublié sa femme. Skan la condamne pour adultère et la contraint à vivre éternellement sur Terre avec deux visages, l'un beau et l'autre laid et avec son enfant à naître, Yum. Elle est alors nommée « Anog Ite »,.
Après sa condamnation, Anog Ite se sentait seule et Iktomi aussi. Les deux complotent pour faire remonter l'humanité à la surface terrestre. Anog Ite fabrique alors des aliments pour les tenter. Iktomi se transforme en loup se fraye un chemin jusqu'aux cavernes. Quand il arrive, il parle avec un ancien et leur promet la beauté et l'abondance s'ils vont avec lui dans un endroit où le soleil brille dans le ciel. Iktomi leur montre les cadeaux qu'Anog Ite leur avait offerts et leur a promis plus s'ils ne faisaient que suivre.

### Chez les Oglalas
Elle est décrite comme étant « désespérée » dans les mythes Oglalas Lakotas et est synonyme de Sinte Sapela Win « la femme cerf à queue noire », car Anukite apparaîtrait aux hommes dans des visions et dans le monde réel, sous la forme de deux femmes cerfs, l'une noire et l'autre blanche. Les deux femmes cerfs représentaient une conduite sexuelle correcte et incorrecte. Le produit d'une union sexuelle sans discernement avec elles est « anukiya », un hybride,.
D'après les Oglalas, les femmes qui rêvent d'Anog Ite ont des pouvoirs singuliers pour séduire les hommes. Ces femmes  étaient considérées comme sacrées au wakan.

### Menstruations et grossesse
Lorsqu'une jeune fille avait ses premières menstruations (« tonwon »), on la mettait dans un tipi particulier pour la protéger d'Anog Ite et d'Iktomi. Une fois son « tonwon » terminé, ses parents se préparaient pour une cérémonie. Les parents construisaient un logement qui allait devenir sa résidence.
Les jeunes femmes apprenaient les malfaisances d'Anog Ite, qui vivait avec d'autres êtres surnaturels dans les bois. Anog Ite était le fléau des femmes enceintes et en période de menstruation, ainsi que des bébés, provoquant des douleurs à l'estomac.

## Anukite ihanblapi
Anukite ihanblapi signifie « ceux qui rêvent du double visage » et fait référence à Anog Ite, ici dans un rôle d'esprit d'appui qui appelle les garçons à leur vocation et qui est nécessaire à la transformation de genre. Les anukites ihanblapi s'habillent et se coiffent selon la tradition des femmes de leur tribu et servent la communauté en tant que chamanes.